# باشگاه فوتبال وی‌اف‌آر آلن
باشگاه فوتبال وی‌اف‌آر آلن (انگلیسی: VfR Aalen) باشگاه فوتبالی است که در شهر آلن قرار دارد و در سال ۱۹۲۱ تأسیس شده‌است.
این باشگاه هم‌اکنون در لیگا ۳ بازی می‌کند.